# Endasys eurycerus
Endasys eurycerus är en stekelart som först beskrevs av Thomson 1896.  Endasys eurycerus ingår i släktet Endasys och familjen brokparasitsteklar. Arten är reproducerande i Sverige. Inga underarter finns listade i Catalogue of Life.